# Alexandra Staib
Alexandra Staib (* 4. Dezember 1985 in Stuttgart-Bad Cannstatt) ist eine deutsche Kinderdarstellerin, Redakteurin, und Filmproduzentin.

## Leben
Alexandra Staib wurde in jungen Jahren durch ihre Rolle der Jeanette Köber in der Jugendserie fabrixx bekannt. Für die ARD-Kinder- und Jugendserie stand sie von 2000 bis 2004 vor der Kamera. Parallel gründete sie während ihrer Schulzeit eine Musical-AG, für die sie selbst Stücke schrieb, inszenierte und mitspielte. Sie war u. a. auch im Jungen Ensemble Stuttgart für das Musiktheaterstück funkenflug engagiert und spielte und tanzte am Theater Kornwestheim im Musical Anatevka.
Nach ihrem Abitur 2005 sammelte sie verschiedene Erfahrungen hinter der Kamera u. a. bei SWR-Produktionen wie Tatort und Bloch und der Kinderserie Ein Fall für B.A.R.Z..
Von Herbst 2006 bis Sommer 2007 besuchte sie die Interspherial Drehbuchschule und leitete die Produktion des Pilotfilms von Abgedreht in Stuttgart, bei dem sie auch als Nelly Jensen
vor der Kamera stand. Aus der Zusammenarbeit mit dem Stuttgarter Drehbuchautor Jørn Precht entstand 2008 der zweite Teil der Stuttgart-Film-Trilogie, eine romantische Komödie mit dem Titel Wachgeküsst in Stuttgart. Hier schrieb sie mit am Drehbuch, leitete wieder die Produktion und schlüpfte erneut in die Rolle der Nelly Jensen.
Von 2007 bis 2010 studierte sie Medienwirtschaft an der Hochschule der Medien in Stuttgart. Während dieser Zeit entstanden weitere Kurzfilme, Porträts und filmische Beiträge. Sie absolvierte ihr Praxissemester bei Jochen Laube bei der Sommerhaus Filmproduktion und bei teamWorx Ludwigsburg und arbeitete anschließend bei der Zum goldenen Lamm Filmproduktion in Ludwigsburg.
Von 2010 bis 2012 arbeitete sie in der MFG Filmförderung Baden-Württemberg im Bereich Produktionsförderung und Produzentenberatung. Berufsbegleitend absolvierte sie den Moderationsstudiengang des Instituts für Moderation unter der Leitung von Wieland Backes.
2012 nahm sie an der Hamburg Media School den Masterstudiengang Creative Producing auf. Während dieser Zeit produzierte sie die Filme Stiller Löwe und Leichenschmaus. Stiller Löwe lief auf über 70 Festivals weltweit und gewann u. a. den Short Tiger Next Generation in Cannes. Ihren Abschlussfilm Sadakat (Regie: Ilker Çatak) produzierte sie 2014 in Istanbul. Mit Sadakat gewann ihr Team u. a. den Max Ophüls Preis, den Sehsüchte Produzenten Preis, den Studio Hamburg Nachwuchspreis, den First Steps Award sowie wie die höchste Auszeichnung für Abschlussfilme: Den Student Academy Award 2015 in Los Angeles.
Im Sommer 2015 stand die zusammen mit ihrer Großmutter Fanny vor der Kamera für den Dokumentarfilm „Serenade für Fanny“ (Regie: Monique Marmodée).
Seit Herbst 2015 ist sie Redakteurin in der ZDF-Redaktion Fernsehspiel. Dort verantwortet sie redaktionell Filme, Serien und Kinofilme, wie u. a. Bad Banks, Die Känguru Chroniken, Der Schwarm und Das Lehrerzimmer.

## Filmografie
- 2000–2004: fabrixx (Fernsehserie)
- 2006: One Night Stand (Kurzfilm)
- 2006: Felicitas – Die Glückliche (Kurzfilm)
- 2007: Abgedreht in Stuttgart
- 2008: Wachgeküsst in Stuttgart
- 2013: Stiller Löwe
- 2013: Leichenschmaus
- 2014: Sadakat (Kurzfilm)
- 2016: Im Tunnel (Fernsehfilm; Redaktion)
- 2017: Serenade für Fanny (Dokumentarfilm; Protagonistin)
- 2018/2020: Bad Banks (Fernsehserie; Redaktion)
- 2018: Der Polizist und das Mädchen (Fernsehfilm; Redaktion)
- 2018: Die Protokollantin (Fernsehserie; Redaktion)
- 2019: Totgeschwiegen (Fernsehfilm; Redaktion)
- 2019: Es gilt das gesprochene Wort  (Kinofilm; Redaktion)
- 2020: Dunkelstadt (Fernsehserie; Redaktion)
- 2020: Die Känguru Chroniken (Kinofilm; Redaktion)
- 2022: Der Überfall (Fernsehserie; Redaktion)
- 2023: Conti – Meine zwei Gesichter (Fernsehfilm, Redaktion)
- 2023: Black Box (Kinofilm; Redaktion)
- 2023: Der Schwarm (Fernsehserie; Redaktion)
- 2023: Das Lehrerzimmer (Kinofilm; Redaktion)

## Verweise
- Alexandra Staib bei IMDb
- Alexandra Staib, Hamburg Media School